# Agro falisco
L'Agro falisco appelée par les Romains Ager Faliscus, « Pays Falisque » (en italien : Agro Falisco) est une zone de l'Italie centrale où résidaient les Falisques entre le Xe et le IIIe siècle av. J.-C.

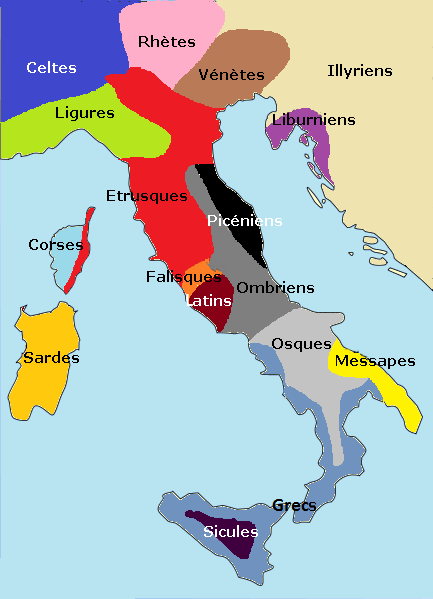
Pays falisque à l'âge du fer

## Territoire
À l'ouest, les limites se situaient sur les pentes des monts Sabatins dans le sud et les monts Cimins dans le nord.
Le territoire de l’« Agro falisco » est localisé dans la région appelée aujourd’hui le Latium (Lazio), la partie sud faisant partie de la Province de Rome (Provincia di Roma) et la partie nord de celle de Viterbe (Provincia di Viterbo). Du point de vue archéologique, la région dépend de la Soprintendenza Archelogogica dell’ Etruria Meridionale.
Dans l’Antiquité, l’Agro falisco était bordé à l’est par le Tibre (Tevere) qui constituait une solide frontière, à la fois géographique, politique et linguistique. À l’est, la frontière était constituée par les monts Cimini qui, à l’époque, étaient recouverts d’épaisses forêts de chênes. Les frontières nord et sud sont plus imprécises. Au nord, l’Agro falisco était bordé par l’ « Ager Hortensus », à proximité également des contreforts des monts Cimins. Au sud, la limité était formée par l’union du monts Sabatins et du mont Soracte, ce dernier faisant partie du territoire falisque.

## Villes
La principale ville falisque semble avoir été Falerii (actuellement Civita Castellana). Elle fut évacuée et abandonnée par ses habitants à l’issue de la défaite des Falisques contre les Romains en 241 av. J.-C. Ceux-ci (ainsi que les habitants d’une autre ville située sur le territoire actuel de la ville de Corchiano) furent déplacés vers des villes nouvelles, entièrement construites aux normes romaines, et situées dans des plaines ne permettant pas d’utiliser les fortifications naturelles qui caractérisaient les villes falisques, construites sur des pitons rocheux facilement défendables.
La dénomination moderne distingue les deux villes de Falerii en les nommant Falerii Veteres, pour la ville falisque ancienne et Falerii Novi, pour la ville romaine nouvelle.
Le débat reste ouvert à propos de la situation d’une troisième ville nommée Fescennium, mais de nombreux auteurs s’accordent pour la situer sur les lieux de l’actuelle ville de Narce.
Ces villes sont les seules nommées par les auteurs latins anciens mais les recherches archéologiques montrent toutefois l’existence d’autres villes, par exemple, près de Corchiano, de Vignanello, de Gallese ou à proximité du site de Grotta Porciosa, au nord- est et au sud du Mont Soracte.

## Routes
Les routes des Falisques sont bien connues grâce aux recherches menées par le British Council dans les années 1950.
En ce qui concerne le Tibre, peu de passages semblent avoir été construits pour le franchir, à l’exception de celui de Grotta Porciosa, qui permettait de connecter l’Agro falisco au territoire des Sabins et aux régions des peuples de l’Ombrie (Umbria). Ce point constituait un important passage pour connecter le sud de l’Étrurie et l’intérieur des terres falisques et il a dû voir passer un trafic intensif, notamment de marchands et de fermiers en transhumance. À partir de 400 av. J.-C., ce passage a été le premier contrôlé directement par l’administration romaine, ce qui indique son importance stratégique.
Une autre route importante a été celle de Sutri, lieu souvent cité par les Romains.
L’utilisation de ces routes a été largement réduit, voire abandonné, après 241 av. J.-C., et ce au profit de routes romaines nouvellement construites ou prolongées, telles, par exemple, la Via Amerina.

## Typologie des routes falisques
La typologie des routes falisques était largement conditionnée par la nature du relief, la nature du sol, souvent du tuf volcanique tendre parfois profondément creusé par les cours d’eau. Lorsque leur franchissement s’avérait nécessaire, la construction d’imposants ponts s’imposait. Parfois, les massifs étaient contournés ou carrément traversés au moyen de routes creusées profondément dans la roche (les « tagliate »), entailles allant de plusieurs mètres à plusieurs dizaines de mètres de profondeur, d’environ 4 à 5 mètres de largeur à leur base (parfois la tranchée s’élargissait au fur et à mesure qu’elle devenait profonde). Ces routes, parfois sinueuses, parfois rectilignes, aux parois parfois obliques ou parfois verticales, permettaient de connecter les parties hautes des plateaux aux rivières ou aux parties basses des terrains.
Certaines de ces routes, profondes et impressionnantes, sont encore visibles aux alentours de la ville de Corchiano (Tagliata de San Egidio ; Tagliata della Cannara ; Tagliata della Spigliara ; Tagliata La Cavaccia), de Gallese. L’une d’entre elles (Tagliata Profiri), aux parois verticales et de deux largeurs différentes, conduit à la Tombe Profiri et au Rio Fratta, situé en contrebas.